# Marie Firmin Bocourt

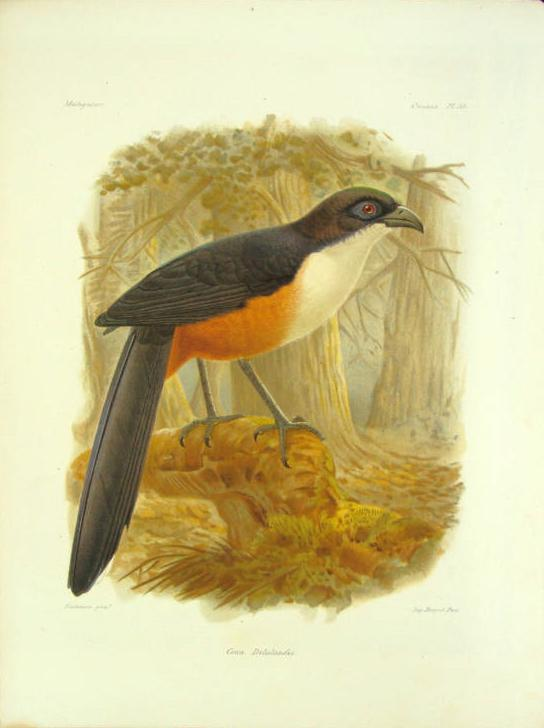
Coua delalandei, impresión cromolitográfica por Bocourt y Fagnet (producida para ”L`Histoire Politique, Physique Et Naturelle De Madagascar” de Alfred Grandidier).

Marie Firmin Bocourt (19 de abril de 1819-4 de febrero de 1904) fue un zoólogo, grabador e ilustrador francés nacido y muerto en París.
En zoología, Bocourt colaboró con Auguste Duméril. En 1861, fue enviado a Tailandia (entonces llamada Siam) donde exploró la fauna, regresando con una importante colección de especímenes. Junto con Duméril publicó Études sur les reptiles et les batraciens ("Estudios sobre los reptiles y anfibios") en 1870. Este trabajo se publicó junto con Mission scientifique au Mexique et dans l'Amérique Centrale, resultado de la jornada científica de Bocourt en México y América Central en 1864-66. Dumeril murió en 1870, y el proyecto fue continuado por Bocourt con el apoyo de León Vaillant, François Mocquard y Fernand Angel. En 1883, publicó Études sur les poissons ("Estudios sobre los peces"), con Leon Vaillant.
Como artista, se especializó en grabados, y realizó retratos de personas contemporáneas así como ilustraciones zoológicas.
Un número de especies zoológicas llevan su nombre, incluyendo:
- Callinectes bocourti (A. Milne-Edwards, 1879)
- Phoboscincus bocourti (Brocchi, 1876).
- Tantilla bocourti (Gunther, 1895).
- Cranopsis bocourti: un sapo nativo de América Central.
- Craugastor bocourti: una rana nativa de Guatemala.
- Hyla bocourti
- Pangasius bocourti
- Cichlasoma bocourti
- Mystus bocourti
- Incilius bocourti

## Publicaciones
- Duméril, A., Bocourt, F. Études sur les reptiles et les batraciens. en la serie "Mission scientifique au Mexique et dans l'Amérique centrale., recherches zoologiques", 3e partie, 1ère section. Paris: Imprimerie Impériale.
- Duméril, A., Bocourt, F. & Mocquard, F. (1870-1909). Mission scientifique au Mexique et dans l'Amérique Centrale. Recherches zoologiques. Paris: Imprimerie Impériale

## Abreviatura (zoología)
La abreviatura Bocourt  se emplea para indicar a Marie Firmin Bocourt como autoridad en la descripción y taxonomía en zoología.